# Małgorzata Wolf
Małgorzata Wolf, po mężu Sobolewska (ur. 18 marca 1968) – polska strzelczyni, medalistka mistrzostw Europy.
Zawodniczka Śląska Wrocław. W 1991 roku pojawiła się na mistrzostwach Europy, na których zdobyła brązowy medal w drużynowym strzelaniu z karabinu pneumatycznego z 10 metrów. Jej wynik – 391 punktów, był najlepszym rezultatem w polskiej drużynie (wraz z nią w drużynie strzelały Małgorzata Książkiewicz i Renata Mauer). Był to jej jedyny medal na mistrzostwach rangi kontynentalnej.
Pod nazwiskiem Sobolewska wystartowała na mistrzostwach Europy w 1995 roku, gdzie zajęła 49. pozycję w karabinie pneumatycznym z 10 metrów (387 punktów). Dwa lata później była 53. (384 punkty).